# Renán Rodríguez Santurio
Renán Rodríguez Santurio (nacido el 6 de octubre de 1946) es un abogado, escribano y político uruguayo, quien se desempeñó como subsecretario (viceministro) de Trabajo y Seguridad Social en 1985-1989, y posteriormente como vicepresidente de la Corte Electoral entre 1996 y 2010.

## Primeros años
Nació el 6 de octubre de 1946.
Cursó estudios en la Facultad de Derecho de la Universidad de la República, donde se graduó como abogado y como escribano en 1976.
En su juventud fue funcionario administrativo y luego escribano de la Dirección General de Registros.

## Actividad política

### Candidato a diputado
Adherente al Partido Colorado, integró en 1983 su Comisión de Derechos Humanos,así como el Consejo Directivo de la Comisión Uruguaya por los Derechos Humanos.
En las elecciones de 1984 figuró en el sexto puesto en la Lista 85 como candidato a diputado por Montevideo. Dicho sector obtuvo cinco bancas, no resultando electo por ende Rodríguez, quien luego declinó las convocatorias a la Cámara de Representantes  como suplente durante la XLII Legislatura (1985-1990) por desempeñarse como subsecretario de Estado.

### Subsecretario de Trabajo y Seguridad Social
En efecto, el 1 de marzo de 1985 el nuevo presidente Julio María Sanguinetti y su ministro de Trabajo y Seguridad Social Hugo Fernández Faingold designaron a Rodríguez como subsecretario (viceministro) de dicha cartera.
Ocupó el cargo durante más de cuatro años, hasta que en junio de 1989, al ser sucedido Fernández Faingold por Luis Brezzo como ministro, Rodríguez fue sustituido en la subsecretaría por Jorge Acuña Balestra.

### Nueva candidatura a diputado
En las elecciones de 1989 encabezó la Lista 96 como candidato a diputado, acompañando la candidatura presidencial de Fernández Faingold,pero no resultó electo.

### Vicepresidente de la Corte Electoral
El 19 de noviembre de 1996 la Asamblea General lo eligió como miembro neutral de la Corte Electoral,ocupando la vicepresidencia de la misma, que en la integración anterior correspondía a Hernán Navascués.
Durante las XLV (2000-2005) y XLVI Legislaturas (2005-2010) correspondientes a las presidencias de Jorge Batlle y primera de Tabaré Vázquez, no hubo acuerdo político para la renovación de la Corte Electoral, por lo que la integración nombrada en 1996, incluyendo a Rodríguez, permaneció durante casi catorce años. 
Finalmente, al comenzar la XLVII Legislatura (2010-2015), correspondiente al gobierno de José Mujica, el 7 de julio de 2010 la Asamblea General eligió una nueva Corte Electoral,siendo sucedido Rodríguez en la vicepresidencia de la misma por Wilfredo Penco.

## Otras actividades
En 1995, al comenzar la segunda presidencia de Julio María Sanguinetti, Rodríguez participó en la redacción del proyecto luego aprobado como ley 16.713, de reforma de la seguridad social, desempeñándose luego como consultor y asesor en las primeras etapas de la implementación de dicha reforma.
Fue consultor del Banco Interamericano de Desarrollo y para el Programa de las Naciones Unidas para el Desarrollo, así como participó en procesos de reforma electoral en otros países.
Desde 2020 integra la Comisión de expertos en seguridad social creada por la ley 19.889.
Ese mismo año su nombre fue manejado por el gobierno de Luis Lacalle Pou para la presidencia de la Corte Electoral, pero finalmente no se alcanzó un acuerdo para la renovación de la integración del organismo.

## Vida personal
Es hijo de Renán Rodríguez (quien fuera diputado, senador, ministro y presidente de la Corte Electoral), y de Nicolasa María Esther Santurio. Habitualmente se tiende  a identificarlo con ambos apellidos para distinguirlo de su padre. 
Contrajo matrimonio en 1976 con Eleonora Merlo Innella,con quien tuvo cuatro hijos, Renán, Ignacio Bruno, Conrado Hernán y Sebastián Rafael Rodríguez Merlo.
Luego de divorciarse, en 1988 contrajo nuevas nupcias con Marina Taddeo Ferrari,con quien tuvo otras tres  hijas, Alejandra Mariana, María Maite y Camila María Rodríguez Taddeo. Su segunda esposa falleció en julio de 2018.
Su hijo Conrado Rodríguez fue electo diputado por Montevideo en las elecciones de 2014 y reelecto en las de 2019.